# Спэниш-Уэллс
Спэниш-Уэллс (англ. Spanish Wells) — один из районов Багамских островов и населённый пункт на небольшом островке Сент-Джорджес-Ки (Saint George's Cay) в 1,5 км от северо-западной оконечности острова Эльютера. Его население составляет 1537 жителей (2010).

## География
Спэниш-Уэллс — посёлок на острове Сент-Джорджес-Ки (остров небольшой около 800 метров шириной и 3 км длиной), на Багамах.

## История
В прошлом остров использовался возвращающимися в Европу испанскими судами в качестве последней остановки для пополнения запасов воды. Для этого на острове были выкопаны колодцы, отсюда и название острова, которое в переводе с английского языка означает «испанские колодцы».
Первыми поселенцами были переселенцы, плывшие из Бермуд на Эльютеру, которые потерпели кораблекрушение на рифах у берегов Эльютеры в 1647 году. Они так и остались в Спэниш-Уэллс. Позднее к ним, среди прочих, присоединились группы поселенцев из числа сохранивших верность Великобритании жителей её американских колоний, уехавших из США после американской революции.
Многие из жителей в округе Спэниш-Уэллс носят фамилию Пиндер.

### XX век
В конце 1970-х — начале 1980-х гг. Спэниш-Уэллс служил перевалочным пунктом для транзита запрещённых лекарственных средств из Южной Америки в США.
Район был сильно разрушен ураганом Эндрю в 1992 году и ураганом Флойд в 1999 году.

### XXI век
В наши дни (2006) Спэниш-Уэллс является центром ловли омаров на Багамских островах.

## Административное деление

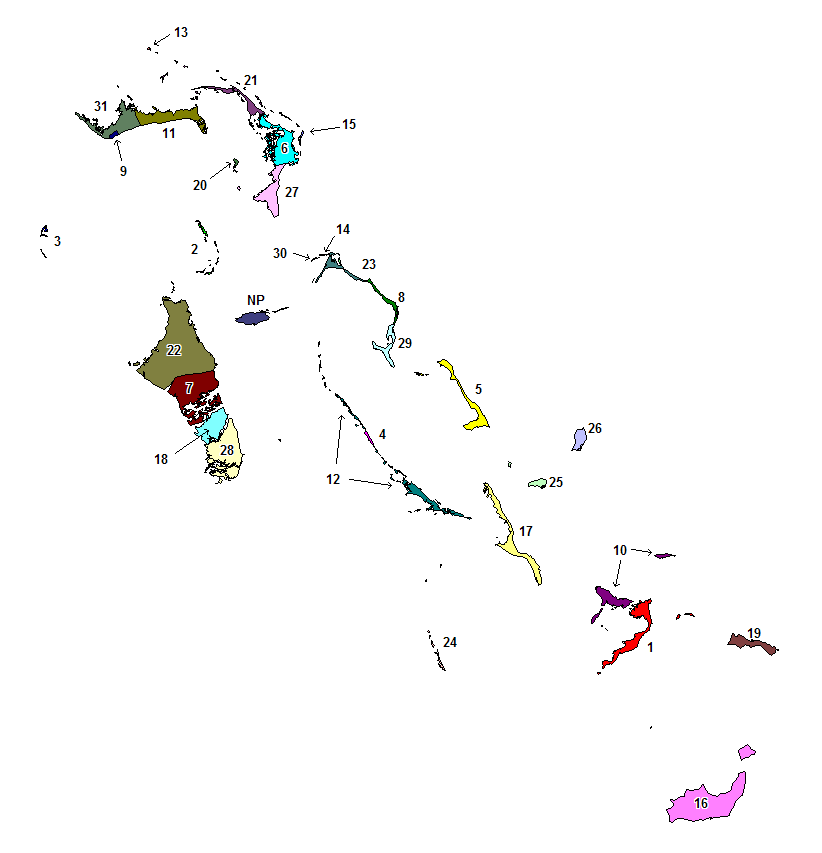
Карта районов Багамских островов

Спэниш-Уэллс — один из 32 районов Багамских островов. На карте он обозначен номером 30. В состав района входят острова: Сент-Джорджес-Ки (Saint George's Cay), Рассел-Айленд (Russell Island), Чарльз-Айленд (Charles Island), Ройал-Айленд (Royal Island), Эгг-Айленд (Egg Island) и Микс-Патч (Meeks Patch). Административный центр Района — посёлок Спэниш-Уэллс (англ. Spanish Wells). Общая площадь района — 16 км². Население — 1537 человек (2010).